# Maureen Colquhoun
Maureen Colquhoun (* 12. August 1928 in Eastbourne, Sussex; † 2. Februar 2021) war eine britische Politikerin der Labour Party.

## Leben
Colquhoun studierte an der London School of Economics. Vom 28. Februar 1974 bis 7. April 1979 war sie Abgeordnete im britischen House of Commons für Northampton North.
Sie war bis 1980 mit Keith Colquhoun verheiratet und hatte drei Kinder. Nach ihrer Scheidung war ihre langjährige Lebensgefährtin Barbara Todd.